# Пуна, Артур Янович
Артур Янович Пуна (1 марта 1906, Ревель, Российская империя — 1 сентября 1937, Новосибирск, СССР) — советский журналист, редактор эстоноязычной газеты «Коммунар», сотрудник Западно-Сибирского краевого радиокомитета.

## Биография
Родился 1 марта 1906 года в Ревеле Эстляндской губернии. Из семьи котельщика Ревельских железнодорожных мастерских. По происхождению был эстонцем. Жил на территории современной Эстонии до 1924 года.
Обучался в эстонской городской гимназии (1914—1923), позднее — в Ленинграде в эстонском педагогическом техникуме (1926—1928). В январе 1925 года начал преподавать в эстонских школах в границах будущей Ленинградской области.
После учёбы в педагогическом техникуме работал учителем в Сибири. Был педагогом районных эстонских школ первой ступени в Сибирском крае.
В сентябре 1930 года командирован в Новосибирск на должность редактора эстонской газеты «Коммунар». К 1932 году заочно прошёл четырехлетние курсы в Новосибирском плановом институте (промышленный факультет).
С марта 1936 года трудился в Западно-Сибирском краевом радиокомитете, где организовывал выступления и доклады политвещания, занимался выпусками по вопросам политики на эстонском языке.
Будучи высокоэрудированныи человеком, Пуна, кроме русского и эстонского языков, знал финский, французский английский, а также немецкий, с которого переводил тексты для чтения по радио. Он за короткий срок наладил деловые отношения с коллегами из радиокомитета; о нём отзывались как о выдержанном и дисциплинированном творческом сотруднике с хорошей подготовкой.
В 1936 году вступил в ВКП(б), но уже в марте 1937 года вместе с Я. А. Пельдемой был арестован, став жертвой ложного обвинения. Ему инкриминировалось будто в Новосибирске он «с 1931 года являлся одним из руководителей эстонской контрреволюционной, повстанческо-террористической организации „Фонтанники“».
25 августа 1937 года тройка УНКВД Западно-Сибирского края приговорила Пуну и ещё девять фигурировавших в деле эстонцев (по большей части сотрудников СМИ) к расстрелу. Приговор был исполнен 1 сентября 1937 года.
7 августа 1956 года Военный трибунал СибВО отменил постановление тройки и прекратил дело ввиду отсутствия состава преступления.